# 耀客传媒
上海耀客文化传媒有限公司是中国大陆在2012年所成立的视影制作公司，主以偶像剧为主，其核心制作人为著名小说家六六，位于中国上海。

## 作品

### 电视剧
- 2012年《心术》
- 2013年《宝贝》
- 2013年《兰陵王》[4]
- 2014年《离婚律师》
- 2015年《千金女贼》
- 2015年《敢爱》
- 2015年《三个奶爸》
- 2016年《女不强大天不容》
- 2016年《隱形的翅膀》
- 2016年《幻城》
- 2017年《奇星記之鮮衣怒馬少年時》
- 2017年《鬼吹灯之黄皮子坟》
- 2018年《好久不见》（华谊兄弟合作）
- 2018年《泡沫之夏》
- 2019年《大宋北斗司》
- 2020年《安家》
- 2020年《穿越火线》
- 2020年《在一起》
- 2021年《完美的他》
- 2021年《阳生的恋人》
- 2022年《特戰榮耀》
- 2022年《你安全吗？》
- 2023年《暮色心約》
- 2023年《後浪》

## 旗下艺人
| 男藝人 | 男藝人 | 男藝人 | 男藝人 | 男藝人 | 男藝人 | 男藝人 | 男藝人 | 男藝人 | 男藝人 |
| ------ | ------ | ------ | ------ | ------ | ------ | ------ | ------ | ------ | ------ |
| 譚凱   |        | 田雷   | 戴景耀 | 书亚信 | 朱俊麟 | 顏安   | 罗一舟 | 陈建宇 | 孔祥池 |
| 常斌   |        |        |        |        |        |        |        |        |        |
| 女藝人 |        |        |        |        |        |        |        |        |        |
| 张萌   | 代露娃 | 孙佳雨 | 麦迪娜 | 王嵛   | 逯恣祯 | 范静祎 | 李百惠 | 马丽亚 |        |